# Wercklea magnibracteata
Wercklea magnibracteata är en malvaväxtart som beskrevs av P.A. Fryxell. Wercklea magnibracteata ingår i släktet Wercklea och familjen malvaväxter. Inga underarter finns listade i Catalogue of Life.